# 酒井勝軍
酒井 勝軍（さかい かつとき/かついさ、1874年〈明治7年〉3月15日 - 1940年〈昭和15年〉7月6日）は独自のキリスト教伝道者、日ユ同祖論者、オカルティスト、「日本のピラミッド」発見者である。

## 経歴
- 1874年（明治7年）山形県上山町（現在の上山市）で生まれる。幼名を山下勇吉といい、後に酒井姓を継いだ。山形英学校に入学するが、家庭の事情で退学した。
- 1888年（明治21年）J.P.ムーアによるキリスト教の洗礼を受けて、キリスト教徒になる。
- 1894年（明治27年）東北学院に入学。苦学して卒業した[2]。
- 1896年（明治29年）初の著作『伯多大帝』（ピョートル大帝）刊行（筆名：秋野茂広）。
- 1898年（明治31年）音楽研究を目的として渡米。サンフランシスコで新聞記者をした後にシカゴに行き、シカゴ音楽大学、ムーディ聖書学院に学ぶ。
- 1902年（明治35年）帰国する。直ちに東京唱歌学校を設立し、新進気鋭の牧師として頭角をあらわしていく。
- 1903年（明治36年）『うれしき鐘歌[3]』刊行。
- 1904年（明治37年）- 1905年、語学が堪能であったことから、観戦外国武官接待係として日露戦争に従軍し、実戦を目撃。初めは、親米主義的・民主共和主義的・反戦平和主義的であったが、次第にキリスト教の枠組みからはずれるようになっていく。
- 1906年（明治39年）に『讃美論』、『教育と音楽[4]』などの著書を刊行、湯谷瑳一郎と共に『クリスマス讃美歌』を編刊、讃美奨励会(のち日本讃美団、国教宣明団)を組織、『讃美の友』誌を発刊した。
- 1914年（大正3年）6月7日、渋谷の夜空に幻影をみる。
- 1916年（大正5年） 1月1日、東北学院の雑誌に「天照大御神は我等の信ずる神エホバと同一」と寄稿[2]。
- 1918年（大正7年）シベリア出兵に通訳として従軍し、白軍将校を接待して『シオン賢者の議定書』と反ユダヤ主義の存在を知る。[注釈 1]
- 1923年（大正12年）帰国。
- 1924年（大正13年）酒井は『猶太人の世界征略運動』、『猶太民族の大陰謀[5]』、『世界の正体と猶太人』を相次いで発表し、日本に反ユダヤ主義の存在を紹介する[注釈 2]。しかし、酒井の主張は単純な反ユダヤ主義的主張ではなく、ロシアやナチス・ドイツのユダヤ人虐殺に口実を与えた史上最悪の偽書『シオン賢者の議定書』も、酒井にかかっては、ユダヤ人とマソン（フリーメイソン）の暗躍が最終的には「神選の君主」たる皇室の栄光につながるという証拠文書となり、シオニズムも日本回帰運動として解釈されてしまう。酒井の主張は次第に反ユダヤ的なものから、親ユダヤ的なものに変わっていく。彼のこの思想の変遷や行為は満州経営にユダヤ資本の導入を目指し、同時にアメリカとの関係強化を画策する安江仙弘の河豚計画に影響を与えたと考えられる。安江と酒井はシベリア出兵からの友人であり、酒井にシオン賢者の議定書を出版させたのも安江だと言われている。『進んで米国を敵とすべし』刊行。
- 1927年（昭和2年）安江と酒井はパレスチナやエジプトに、大日本帝国陸軍からユダヤ研究のために派遣された。それ以来、安江は親ユダヤ主義傾向を強めている。（酒井はエジプトではピラミッドも研究したと言われる）。安江も大日本帝国陸軍特務機関に勤めながら、日ユ同祖論の書籍を出版している。安江の行為は、河豚計画を最終目的とする行為と思われるが、酒井の行為も側面から安江の計画を支援したとも考えられる。『神州天子国』出版。
- 1928年（昭和3年）『橄欖山上疑問の錦旗』出版。
- 1929年（昭和4年）3月10日、酒井は高畠康次郎、長谷川栄作、中山忠也、中山忠直、鳥谷幡山らとともに、磯原町の天津教総本山の皇祖皇太神宮に、竹内巨麿の所有する竹内文書（前年公開）を拝観した。9月11日、酒井は入来重彦、星野房次郎、伊藤善彌、前田準らとともに竹内巨麿を訪ね、古代イスラエルのオニックスを求め「発見」し[注釈 3]、同年『参千年間日本に秘蔵せられたるモーセの裏十戒』（国教宣明団出版）を出版。11月3日、11月21日にも皇祖皇太神宮訪問。
- 1930年（昭和5年）『神代秘史百話[6]』出版。
- 1931年（昭和6年）『天皇礼賛のシオン運動』出版。
- 1932年（昭和7年）「日猶協会」設立。
- 1934年（昭和9年）4月24日、酒井は、広島県庄原市を府中町専売出張所所長である堀準衛ーらとともに調査し、葦嶽山を「ピラミッド」であると断定した。5月30日に中国新聞記者らに公開調査し、全国の新聞に報じられ、広島県の山村の村が一躍脚光を浴び、続々と見物客が押し寄せることになる。（鳥谷幡山が1934年（昭和9年）10月、青森県戸来村（現新郷村）において、ピラミッド大石神を「発見」する。1935年（昭和10年）8月初、同ピラミッドを訪問した、竹内巨麿は塚を発見したとし、後に「キリストの墓」とした[7]。）。9月11日の講演の後に、飛騨高山でピラミッド上野平を「発見」する。同年、『太古日本のピラミッド[8]』（国教宣明団）出版。その後、続々と「日本のピラミッド」は「発見」され、現在に至っている。
酒井が提唱する日本のピラミッドとは、エジプトを初めとする海外のように人工的に造られた建造物ではなく、日本のものは自然の地形を利用しながら半人工的に石や土を積み上げて造られたものだという。そして数千年という長い年月の中で日本の風土環境の中、自然の山のようになってしまった。これは、古墳が地上から見たのでは自然の山々と区別がつかないのと同じであると唱えている。
- 1935年（昭和10年）『神代秘史』出版。
- 1936年（昭和11年）「神秘之日本社」を創業。2月、「第二次天津教事件」で検挙された[9]。10月1日、雑誌『神秘之日本』を発刊。同年『神字考』出版。他に『ピラミッドの正體』などの本を出版。その主張する内容は、日本の天皇は世界に君臨すべきこと、神政復古の実現を目指すべきであること、超古代の日本に優れた文明が存在したこと、などであった。それにも関わらず、酒井の出版物はしばしば特別高等警察に押収され、彼も拘束されている。しかし数々の弾圧にも屈することなく、酒井は「竹内文書」の世界を主張し続けた。
- 1937年（昭和12年）、『天孫民族と神撰民族』[10] 出版において、酒井は明確にシオニズム支持の立場を表明する。
- 1938年（昭和13年）、岩手県釜石市西の五葉山裾野の甲子村明神台で調査、5月22日、付近の川原で「ヒヒイロカネ」を発見したという。
- 1939年（昭和14年）10月15日、地元10人と岩手県五葉山の調査。
- 1940年（昭和15年）7月6日、死去。墓は多磨霊園(16-1-17)にある。

酒井には勲五等が贈られている。

## 酒井勝軍に影響を受けた人達
オカルト雑誌「ムー」創刊にも参画し、1980年代の「オカルトブーム」に大きな役割を果たした武田崇元は、酒井の著作に大きな影響を受け、彼の発行していた『神秘之日本』を復刻している。
オウム真理教の麻原彰晃も酒井勝軍の著作や竹内文書の影響を受けており、麻原は雑誌「ムー」1985年（昭和60年）11月号において、教徒石井久子を伴い、酒井縁の岩手県の五葉山にまで旅して、酒井の著作の中に登場している霊石「ヒヒイロカネ」を、生前の酒井と面識のあったという老人より譲り受けたと記述している。また、その老人からは、酒井が五葉山山頂で終末思想ハルマゲドンの黙示を神受され、「20世紀末にハルマゲドンが起きて神仙民族だけが生き残り、天皇とは違う指導者が日本から出現する」と聞いたと麻原は記述している。

## 著述
寄稿
- 酒井勝軍『所感』《東北学院時報》東北学院、1916年。「天照大御神は我等の信ずる神エホバと同一」

著書、編書
- 酒井勝軍『英詩朗吟法』太平洋館、1903年。
- 酒井勝軍『新式唱歌法』上田屋書店、1903年。
- 酒井勝軍 編『うれしき鐘歌』警醒社、1903年。
- 酒井勝軍 編『英語唱歌集 第１編』上田屋、1903年。
- 酒井勝軍 編『英語唱歌集 第２編』上田屋、1903年。
- 酒井勝軍 編『英語唱歌集 第３編』上田屋、1903年。
- 酒井勝軍 編『新式日本唱歌 第1編』十字屋、1904年。
- 酒井勝軍『教育と音楽』警醒社、1906年。
- 酒井勝軍『讃美論』警醒社、1906年。
- 酒井勝軍『猶太民族研究資料 : 酒井勝軍氏講演 : 極秘』酒井勝軍、1922年。
- 酒井勝軍『進んで○○を敵とすべし』大正書院、1924年。
- 酒井勝軍『猶太民族の大陰謀』内外書房、1924年。
- 酒井勝軍『猶太の七不思議』大正書院、1924年。
- 酒井勝軍『羊頭狗肉の米国宗』大正書院、1924年。
- 酒井勝軍『世界の正体と猶太人』内外書房、1924年。
- 酒井勝軍『猶太人の世界征略運動』内外書房、1924年。
- 酒井勝軍『猶太人の世界征略運動』内外書房、1924年。
- 酒井勝軍『猶太民族の大陰謀』内外書房、1925年。
- 酒井勝軍『猶太民族の大陰謀』内外書房、1925年。
- 酒井勝軍『橄欖山上疑問の錦旗 4版』万里閣書房、1928年。
- 酒井勝軍『神州天子国 再版』万里閣書房、1928年。
- 酒井勝軍『三千年間日本に秘蔵せられたるモーセの裏十誡』国教宣明団、1929年。
- 酒井勝軍『神代秘史百話』国教宣明団、1930年。
- 酒井勝軍『天皇礼讃のシオン運動』国教宣明団、1931年。
- 酒井勝軍『太古日本のピラミッド』国教宣明団、1934年。
- 酒井勝軍『神字考』国教宣明団、1936年。
- 酒井勝軍『今後の世界はどうなる』神秘之日本社、1937年。
- 酒井勝軍『ハルマゲドン : 天魔両軍の決戦』神秘之日本社、1937年。
- 酒井勝軍『天孫民族と神選民族』神秘之日本社、1938年。
- 酒井勝軍『世界之新政権』国教宣明団、1940年。

翻訳書
- モルトン・エドガー 著、酒井勝軍 訳『ピラミツドの正体』吉川弘文館（八幡書店、2001年）、1935年。